# Grand Prix automobile de Milan 1926
Le Grand Prix automobile de Milan 1926 (I Gran Premio di Milano) est un Grand Prix qui s'est tenu à Monza le 12 septembre 1926 et disputé par trois classes: les voitures de Formule Libre, les voiturettes et les cyclecars.

## Classement de la course
| Pos  | no | Pilote              | Châssis                 | Tours | Temps/Abandon                   |
| ---- | -- | ------------------- | ----------------------- | ----- | ------------------------------- |
| 1    | 20 | Meo Costantini      | Bugatti Type 35C        | 40    | 2 h 36 min 18 s 4 (153,54 km/h) |
| 2    | 21 | Jules Goux          | Bugatti Type 35C        | 40    | + 11 min 0 s 6                  |
| 3    | 25 | Arturo Farinotti    | Bugatti Type 35         | 40    | + 20 min 32 s 6                 |
| 4    | 23 | Louis Chiron        | Bugatti Type 35         | 40    | + 22 min 20 s 6                 |
| 5    | 35 | Gastone Brilli-Peri | Italo Spl Hispano-Suiza | 40    | + 22 min 58 s 6                 |
| 6    | 26 | Ugo Stefanelli      | Bugatti Type 37         | 40    | + 31 min 39 s 0                 |
| 7    | 17 | Roberto Serboli     | Chiribiri 12/16         | 40    | + 35 min 27 s 2                 |
| 8    | 13 | Henry de Joncy      | BNC 527 SCAP            | 40    | + 40 min 13 s 2                 |
| 9    | 41 | Abele Clerici       | Salmson VAL             | 40    | + 45 min 8 s 2                  |
| Abd. | 27 | Supremo Montanari   | Bugatti Type 37         |       |                                 |
| Abd. | 16 | Pierre Clause       | Bignan Spl              |       |                                 |
| Abd. | 22 | François Eysserman  | Bugatti Type 35         |       |                                 |
| Abd. | 32 | Jean Graf           | Jean-Graf CIME          |       |                                 |
| Abd. | 24 | Achille Varzi       | Bugatti Type 37         |       |                                 |
| Abd. | 14 | Emilio Maserati     | Maserati Tipo 26        |       |                                 |
| Abd. | 18 | « Jenter »          | Chiribiri 12/16         |       |                                 |
| Abd. | 15 | Emilio Materassi    | Maserati Tipo 26        |       |                                 |
| Abd. | 12 | « Gubernatis »      | BNC 527 SCAP            |       |                                 |
| Abd. | 31 | « Maleterre »       | Jean-Graf CIME          |       |                                 |
| Abd. | 11 | Henry Segrave       | Sunbeam                 |       | Boîte de vitesses               |
| Np.  | 19 | Federico Valpreda   | Chiribiri 12/16         |       |                                 |
| Np.  | 28 | Giuseppe Clavese    | Bugatti Type 37         |       |                                 |
| Np.  | 29 | Nino Cirio          | SPA                     |       |                                 |
| Np.  | 30 | « Coudray »         | Jean-Graf CIME          |       |                                 |
| Np.  | 33 | « Ciriac »          | ?                       |       |                                 |
| Np.  | 34 | ?                   | Amilcar CGS             |       |                                 |
| Np.  | 36 | Giovanni Minozzi    | Fiat 509                |       |                                 |
| Np.  | 37 | « Moalli »          | Fiat 509                |       |                                 |
| Np.  | 38 | « Manenti »         | Fiat 509                |       |                                 |
| Np.  | 39 | « Bordino »         | Fiat 509                |       |                                 |
| Np.  | 40 | Pino Conti          | Sigma CIME              |       |                                 |

- Légende: Abd.=Abandon ; Np.=Non partant

## Pole position et record du tour
- Pole position :  Inconnu (Inconnu) par tirage au sort.
- Meilleur tour en course:  Meo Costantini (Bugatti) en 3 min 42 s 2 (162,02 km/h).